# Rio Paraitinga
O rio Paraitinga é um curso de água do estado de São Paulo, no Brasil. É o principal formador do rio Paraíba do Sul, que surge da confluência do Paraitinga com o rio Paraibuna na altura da cidade de Paraibuna. Sua nascente localiza-se no município de Areias, a uma altitude de 1 800 metros, no Parque Nacional da Serra da Bocaina.

## Etimologia
"Paraitinga" é originário do tupi antigo paraitinga, que significa "rio ruim e claro" (pará, "rio grande" + aíb, "ruim" + ting, "claro" + a, sufixo).